# Gynge
En gynge er en hængende siddeflade, ofte af træ, der er fastgjort med snore eller kæder til et faststående stativ. Gynger findes i mange varianter og er oftest set på legepladser. En legetøjsgynge kan leges med på mange måder:
- En person sidder på sædet, mens en anden person skubber blidt i samme retning som gyngen bevæger sig i, så gyngen gynger højere og højere frem og tilbage.
- Ved at svinge benene og overkroppen på de rette tidspunkter, kan man gynge uden hjælp.
- Er man lille nok kan man stå på gyngen og bukke og rette benene på de rette tidspunkter og man kan hermed gynge uden hjælp.
- Gyngen med personen kan roteres/snos af en anden eller af en selv og så slippe – man roterer så skiftevis højre og venstre om nogle gange.
- Man kan til en vis grad gynge sidelæns afhængig af stativets udformning.